# SN 1962F
SN 1962F – supernowa odkryta 28 kwietnia 1962 roku w galaktyce MCG +04-20-13. W momencie odkrycia miała maksymalną jasność 17,00m.